# Anteros chrysoprasta
Anteros chrysoprasta is een vlindersoort uit de familie van de prachtvlinders (Riodinidae), onderfamilie Riodininae.
Anteros chrysoprasta werd in 1867 beschreven door Hewitson.